# Licor de hierbas

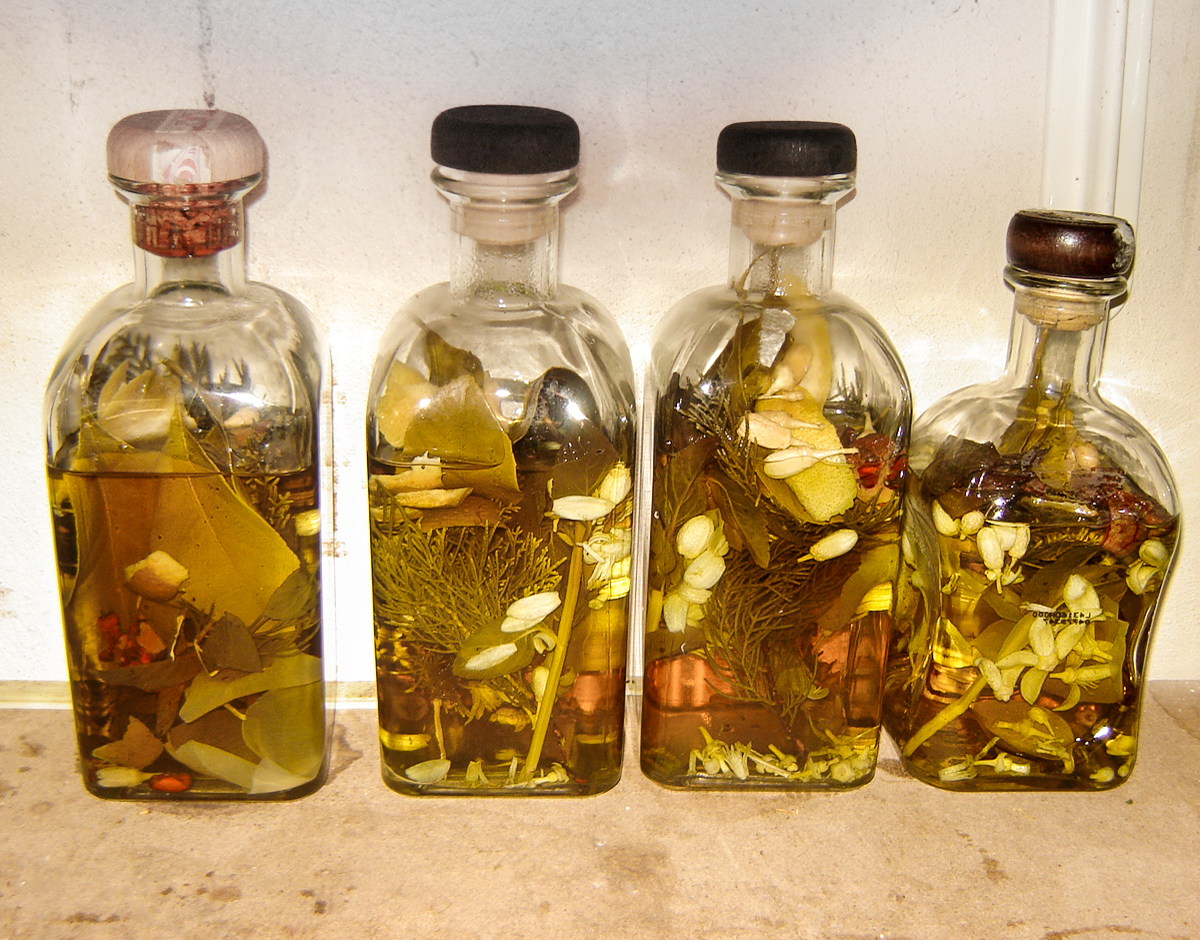
Varios licores con diferentes hierbas macerándose.

El licor o aguardiente de hierbas o de yerbas es una preparación alcohólica producida en varios lugares del mundo, comúnmente de forma casera o bien bajo marca registrada. Consiste en macerar por una o varias semanas hierbas aromáticas, flores, semillas, especias y otros condimentos aromáticos en algún aguardiente, el cual es importante que sea de alta graduación, ya que el alcohol absorbe y conserva las propiedades de las hierbas. Es la variedad más común de licores, aunque no la única: también se hacen licores de frutas, nueces y otros frutos secos, café, chocolate... etc. también es común mezclar hierbas y frutas. Los licores de hierbas se consideran digestivos y se les asocia varios beneficios sobre la salud.
Algunas yerbas y especias frecuentemente usados son la albahaca, el ajedrea, el ajenjo, el anís estrellado, la canela, el cardamomo, cáscara de lima o limón, la ciruela pasa, el clavo de olor, el eneldo, la mejorana, la menta, la nuez moscada, el romero, la savia, el tomillo, la yerba gitanera, la yerbaluisa. Las yerbas se dejan secar por una semana en un lugar oscuro. A veces también se le agrega azúcar.

## Por región

### Países germánicos
Los licores de hierbas tienen una larga tradición en Alemania, Austria y Suiza. Muchas de las recetas de kräuterlikör (kräuter 'hierbas', likör 'licor') se remontan a la Edad Media; la erudita germánica Hildegarda de Bingen (1098-1179) ennumeró los beneficios que tenían los licores de hierbas para problemas digestivos. Originalmente, los kräuterlikör no incluían azúcar. Actualmente existen muchas marcas alemanas de licores de hierbas, entre las cuales destaca Jägermeister, que es una mezcla de 56 hierbas, pero también Riga Black Balsam, Killepitsch, Kuemmerling, Schierker Feuerstein, Schwartzhog, Wurzelpeter. Algunas hierbas comunes en estas mezclas son:
- Anís verde
- Árnica
- Angélica
- Jengibre
- Genciana
- Cilantro
- Semilla de alcaravea
- Menta piperita o yerbabuena
- Yerba centaura
- Salvia
- Regaliz
- Tomillo
- Ajenjo

Los licores de hierbas han sido ampliamente elaborados por todo el norte de Europa, donde se les asociaban beneficios farmacéuticos. En los Países Bajos existen algunos licores de hierbas, como el Kümmel; en Polonia es famoso el Goldwasser de Danzig; En Letonia, el Bálsamo Negro de Riga se elabora con 24 yerbas; en Hungría, es muy popular el Unicum, con aproximadamente 40 yerbas.

### Cuenca mediterránea
Los licores de hierbas también forman parte de la cultura gastronómica mediterránea desde tiempos inmemoriales. Uno de los licores de hierbas más populares de varios países mediterráneos es el ratafía. De las Islas Baleares son famosas las Herbes, mientras que de Portugal es el Beirão. En el sureste de Francia es popular el Chartreuse (hasta 130 yerbas), así como el Bénédictine en el norte, que incluye 27 yerbas. En Grecia es popular el Mastika, y en Italia, país que cuenta con un amplio catálogo de licores de hierbas, destacan la familia de Amaros, el Fernet, el Strega, el Galliano (30 hierbas)... etc. Algunas yerbas populares del clima mediterráneo son:
- Hinojo
- Tomillo
- Romero
- Yerbaluisa
- Espliego
- Ruda
- Eucaliptos
- Manzanilla
- Enebro
- Orégano
- Menta
- Yerbasana
- Hojas y piel de limón y naranja

De la región española de Galicia procede el orujo de hierbas, un aguardiente que se obtiene por destilación del hollejo de la uva (la piel). Otros licores de hierbas españoles son el resolí, el herbero, el licor de Valvanera o el Calisay. El Licor 43 es un dulce licor de hierbas murciano, cuyo nombre se debe a la cantidad de hierbas que usan en su elaboración.

### Otras regiones
- Escandinavia
  - Akvavit, hecho con alcaravea, comino, eneldo, hinojo, cilantro y granos del paraíso.
- América
  - Mamajuana (Rep. Dominicana), hecho con anamú, albahaca, bejuco de agua, clavo, timacle, maguey...
  - Roots drink (Jamaica), hecho con menta, trébol español, raíz de chaney, dentabrón, bejuco leñatero, planta de kola, melaza...
  - Curao o curado (región Pacífico de Colombia) realizado a base de la tradicional bebida viche o biche (aguardiente de caña) macerado con hasta 25 plantas. Se usa como medicina popular entre los pueblos emberá y afrodescendientes pero se ha popularizado en todo el país en carnavales y fiestas.
  - Chirimbolo (Eje Cafetero, Colombia), hecho con un destilado de 33° de alcohol y hierbas maceradas por más de tres meses, entre las cuales menta y jengibre. Tiene un color ámbar y sabor seco, astringente y picante. Su uso ha crecido especialmente en la coctelería local. Desarrollado por Siete Hierbas, gracias a su tradición en productos de etnobotánica y yerbatería.

- - Licor de cocuy (Venezuela), hecho con tallo homónimo, cabeza o cormo de la especie vegetal Agave cocui, planta autóctona del trópico seco suramericano.

## Licores anisados

Los anisados son típicos del Mediterráneo

Los anisados merecen una mención especial, puesto que las semillas del anís, bien sea de anís común (Pimpinella anisum) o el anís estrellado (Illicium verum), son aromáticas y muy usadas para numerosos licores en todo el mundo, así como en la gastronomía. Son licores anisados:
- Anís (España y Latinoamérica)
- Anisette (Francia)
- Centerbe (Italia)
- Galliano (Italia)
- Herbsaint (Estados Unidos)
- Heretic (Francia)
- Passione Nera (Italia)
- Pastis (Francia)
- Ricard (Francia)
- Patxarán (España)
- Sambuca (Italia)
- Sombai (Camboya)
- Vespetrò (Italia)
- Xtabentún (México)